# Championnat de Tunisie de football 1984-1985
Navigation
Saison précédente Saison suivante
La saison 1984-1985 du Championnat de Tunisie de football était la 30e édition de la première division tunisienne à poule unique, la Ligue Professionnelle 1. Les quatorze meilleurs clubs tunisiens jouent les uns contre les autres à deux reprises durant la saison, à domicile et à l'extérieur. En fin de saison, les 2 derniers du classement sont relégués et les 2 meilleurs clubs de Ligue Professionnelle 2 sont quant à eux promus en D1.
Cette saison, c'est l'Espérance sportive de Tunis qui remporte le 8e titre de son histoire, en terminant en tête du championnat, avec un point d'avance sur le Club Africain et 8 sur le Club Sportif de Hammam-Lif, vainqueur de la Coupe de Tunisie. Le tenant du titre, le CA bizertin, termine à une décevante 9e place, à 14 points de l'Espérance.

## Les 14 clubs participants
| - Sfax railway sport - Stade sportif sfaxien - Club africain - Espérance sportive de Tunis - Étoile sportive du Sahel - CA bizertin - Club Sportif de Hammam-Lif | - Union sportive monastirienne - Stade tunisien - CS sfaxien - Club olympique des transports - Promu de LP2 - Avenir sportif de La Marsa - Avenir sportif de Gabès - Promu de LP2 - Jeunesse sportive kairouanaise |

## Compétition

### Classement
Le barème de points servant à établir le classement se décompose ainsi :
- Victoire : 3 points
- Match nul : 2 points
- Défaite : 1 point

| Rang | Équipe                            | Pts | J  | G  | N  | P  | Bp | Bc | Diff |
| ---- | --------------------------------- | --- | -- | -- | -- | -- | -- | -- | ---- |
| 1    | Espérance sportive de Tunis       | 64  | 26 | 15 | 8  | 3  | 32 | 15 | +17  |
| 2    | Club Africain                     | 63  | 26 | 14 | 9  | 3  | 34 | 13 | +21  |
| 3    | Club Sportif de Hammam-Lif (C)    | 56  | 26 | 11 | 8  | 7  | 30 | 24 | +6   |
| 4    | Étoile sportive du Sahel          | 56  | 26 | 11 | 8  | 7  | 24 | 19 | +5   |
| 5    | Jeunesse sportive kairouanaise -2 | 54  | 26 | 11 | 8  | 7  | 30 | 15 | +15  |
| 6    | Stade tunisien                    | 51  | 26 | 9  | 7  | 10 | 20 | 21 | -1   |
| 7    | CS sfaxien                        | 50  | 26 | 8  | 8  | 10 | 29 | 31 | -2   |
| 8    | Sfax railway sport                | 50  | 26 | 7  | 10 | 9  | 20 | 22 | -2   |
| 9    | CA bizertin (T)                   | 50  | 26 | 7  | 10 | 9  | 25 | 28 | -3   |
| 10   | Union sportive monastirienne      | 49  | 26 | 8  | 7  | 11 | 28 | 34 | -6   |
| 11   | Avenir sportif de La Marsa        | 48  | 26 | 6  | 10 | 10 | 25 | 25 | 0    |
| 12   | Club olympique des transports (P) | 47  | 26 | 7  | 7  | 12 | 29 | 38 | -9   |
| 13   | Stade sportif sfaxien             | 45  | 26 | 7  | 5  | 14 | 20 | 33 | -13  |
| 14   | Avenir sportif de Gabès (P)       | 43  | 26 | 5  | 7  | 14 | 17 | 45 | -28  |

|  | Qualification pour la Coupe des clubs champions 1986 et la Coupe des clubs champions arabes de football 1986 |
|  | Qualification pour la Coupe des Coupes 1986                                                                  |
|  | Relégation directe en deuxième division                                                                      |
|  | (T) Tenant du titre (C) Vainqueur de la Coupe de Tunisie (P) Club promu de deuxième division                 |

- La Jeunesse sportive kairouanaise perd sur tapis vert deux rencontres du championnat, face au Stade tunisien et à l'Étoile sportive du Sahel.

## Bilan de la saison
| Championnat de Tunisie de football 1984-1985      |                                        |
| Champion                                          | Espérance sportive de Tunis (8e titre) |
| Coupes et trophées                                |                                        |
| Vainqueur de la Coupe de Tunisie 1984-1985        | Club Sportif de Hammam-Lif             |
| Qualifications continentales                      |                                        |
| Coupe des clubs champions 1986                    | Espérance sportive de Tunis            |
| Coupe des Coupes 1986                             | Club Sportif de Hammam-Lif             |
| Coupe des clubs champions arabes de football 1986 | Espérance sportive de Tunis            |
| Promotions et relégations                         |                                        |
| Promus en Ligue Professionnelle 1                 | Olympique de Béja                      |
| Promus en Ligue Professionnelle 1                 | STIA Sousse                            |
| Relégués en Ligue Professionnelle 2               | Stade sportif sfaxien                  |
| Relégués en Ligue Professionnelle 2               | Avenir sportif de Gabès                |